# Itterdal
Het Itterdal is de naam van een natuurgebied dat zich ten westen van Opitter bevindt.

## Geschiedenis
De dalen van deze beekjes waren lange tijd in gebruik als hooiland, maar vanaf ongeveer 1950 werd dit beheer gestaakt en ontwikkelde er zich een elzenbroekbos.

## Gebied
Het betreft de valleien van de Wijshagerbeek en de Itterbeek, welke hier samenvloeien. Aangezien hier een steilrand van het Kempens Plateau aanwezig is, die ten gevolge van de Feldbissbreuk is ontstaan, hebben de beekjes een diepe kloof uitgeslepen. Hier bevinden zich ook enkele watermolens, zoals de Pollismolen en de Kasteelmolen.
Ook de huidige hellingbossen zijn nog niet oud. Vooral op de plaats van de samenvloeiing van beide beken is de bodem venig en komen plantensoorten voor als bittere veldkers, bosbies, dotterbloem, verspreidbladig goudveil en groot springzaad, soorten die kenmerkend zijn voor bronbossen.
In het uiterste oosten van dit gebied, ter hoogte van de kom van Opitter, sluit het Kasteelpark Opitter bij het natuurgebied aan. Hier beginnen, evenals bij de Pollismolen, een aantal wandelingen door het gebied. Het Kasteelpark, tegenwoordig voor het publiek toegankelijk, is aangelegd in Engelse landschapsstijl en behoorde bij een 19e-eeuws kasteeltje. Op de plaats daarvan bevindt zich tegenwoordig een recreatiecentrum. In het park zijn exotische bomen te zien.
Het gebied, behorend tot het Grenspark Kempen-Broek, sluit in het zuiden aan op de Solterheide, die behoort tot het Nationaal Park Hoge Kempen.